# Métlili (distrito)
Métlili é um distrito localizado na província de Ghardaïa, Argélia, e cuja capital é a cidade de mesmo nome, Métlili. A população total do distrito era de 43 486 habitantes, em 2005.[carece de fontes?]

## Municípios
O distrito é composto por dois municípios:
- Métlili
- Sebseb